# Salina Ocnele Mari
Salina Ocnele Mari este o exploatare minieră a sării aflată în localitatea Ocnele Mari, Vâlcea, Oltenia, România. Este a doua cea mai mare salină și cea mai veche din România, ce aparține Societății Naționale a Sării „Salrom” S.A., având o suprafață de aproximativ 50.000 metri pătrați.
Salina este situată la 7 km de Râmnicu Vâlcea, iar accesul se face exclusiv cu autobuze, pe un drum cu o lungime de aproximativ 2 km.

## Istoric
Datarea exploatării a fost făcută în perioada daco-romană. Salina a căpătat avânt în Evul Mediu, când a devenit monopol domnesc, fiind o importantă sursă de venit în special în perioada domniei lui Constantin Brâncoveanu. Prima mare gură de ocnă este săpată la începutul Secolului al XVIII-lea, pe partea stângă a Pârâului Sărat, dar se surpă la scurt timp. Mai târziu, o altă gură de ocnă este săpată, la aproximativ 1 km de prima gură de ocnă, însă și aceasta se surpă, în prezent rămânând un lac sărat, cunoscut sub denumirea „Din Brazi”. La începutul Secolului al XIX-lea, pe domeniul Eforiei Spitalelor Civile, sunt săpate alte două guri de ocnă, din care s-a extras sare timp de 15 ani. Din cauza terenului, cele două guri se surpă, lăsând la suprafață un lac sărat, denumit „Balta Roșie”.
Prima salină sistematizată, Mina „Sf. Ioan Vechi”, este deschisă în 1836. Exploatarea se realiza în camere cu profil ogival, având între ele doi stâlpi de susținere și două puțuri cu crivace. Din această salină s-a extras până în anul 1895.
În anul 1937 se deschide Mina „Pavel” (ulterior redenumită în Mina „1 Mai”), unde exploatarea s-a făcut prin 8 camere trapezoidale (camerele I, II, III și IV, deschise în anul 1937 și camerele V, VI, VII și VIII, deschise în anul 1944). Exploatarea sării s-a realizat prin folosirea havezei pentru tăiere, perforarea, încărcarea și împușcarea găurilor de mină. Exploatarea sării geme din Mina „1 Mai” s-a realizat până în anul 1963.
În anul 1993 au început lucrările de exploatare în punctul Cocenești. Lucrările miniere se desfășoară la nivelul a trei orizonturi – orizontul +226, orizontul +210 și +190, metoda de exploatare fiind cu camere mici și palieri pătrați.
Finalizarea exploatării în aripa vestică a orizontului +226 a permis amenajarea în subteran a unui spațiu turistic și curativ, fiind deschis publicului în anul 2009. Au fost amenajate spații de recreere, locuri de joacă, terenuri de sport, magazine de suveniruri, un lăcaș de cult (unul din puținele din România construite în saline, cu hramurile Sfintei Varvara și Sfântului Gheorghe), precum și un restaurant. În anul 2015, vechiul traseu turistic a fost închis, iar facilitățile au fost relocate într-un spațiu mult mai mare, ce se întinde pe o suprafață de 50.000 metri pătrați. Zona de vizitare, amenajată la o adâncime de aproximativ 100 de metri sub nivelul solului, are o înălțime de aproximativ 70 de metri, cu o temperatură interioară de 12-15 grade Celsius.